# Mark Fish
Mark Anthony Fish (Città del Capo, 14 marzo 1974) è un allenatore di calcio ed ex calciatore sudafricano, di ruolo difensore.

## Caratteristiche tecniche
Fish è stato un difensore. Ha giocato la maggior parte della sua carriera nel ruolo di difensore centrale, ma la sua posizione preferita è stata quella di libero. Forte nel gioco aereo, era bravo in marcatura e negli anticipi grazie alla sua capacità di leggere prima il gioco avversario. Soffriva invece quando veniva preso in velocità.

## Carriera

### Giocatore

#### Club
Dal 1991 al 1996 ha giocato nel campionato del suo paese natale prima nel Jomo Cosmos, successivamente, dal 1993, negli Orlando Pirates.
Nel 1996 viene acquistato dalla Lazio per 2,6 miliardi di lire, allenata da Zdeněk Zeman che lo fa esordire nel calcio italiano il 28 agosto 1996 in Coppa Italia nella partita vinta per 1-0 disputata allo Stadio Partenio contro l'Avellino. L'esordio in Serie A arriva invece nella partita Bologna-Lazio (1-0), diventando così il primo sudafricano a giocare nella massima serie italiana. Nella Lazio ha disputato 17 partite, di cui 15 in campionato e 2 in Coppa Italia, e ha segnato una rete alla 16ª giornata contro l'Hellas Verona. Nel corso della sua esperienza romana non convince venendo relegato spesso in panchina, cosa avvenuta soprattutto dopo l'esonero di Zeman (con cui comunque aveva fornito qualche buona prestazione prima del suo allontanemto) e il conseguente arrivo di Dino Zoff (che aveva, in veste di dirigente laziale, speso belle parole per lui prima che arrivasse in Italia). Tra le poche volte in cui è stato schierato dal tecnico friulano c'è da segnalare il derby del 4 maggio (terminato 1-1), in cui un suo errore ha consentito ad Abel Balbo di segnare il gol dei giallorossi.
Dopo un anno con le Aquile viene ceduto in prestito al Bologna; tuttavia torna immediatamente nella Capitale in quanto non convince l'allenatore dei felsinei Renzo Ulivieri e viene a mancare il definitivo accordo economico tra le due società. Poco dopo viene ceduto in Inghilterra al Bolton. Nel 2000 passa al Charlton e nel 2005 in prestito all'Ipswich Town, dove si infortuna gravemente al ginocchio; per questo motivo a fine anno annuncia il suo ritiro, anche se un anno dopo torna in patria tra le file della sua vecchia squadra, gli Jomo Cosmos, anche se Fish non disputò neanche una gara ufficiale.

#### Nazionale
Con la selezione sudafricana ha disputato 62 partite segnando 2 reti; una di queste l'ha realizzata nei quarti di finale della Coppa d'Africa del 1996 contro l'Algeria, contribuendo così al successo dei sudafricani nella manifestazione. Ha disputato altre 2 coppe d'Africa (1998 e 2000), oltre che una Confederations Cup (1997) e un Mondiale (1998) con i bafana bafana.

### Allenatore
A fine carriera, Fish ha intrapreso la carriera di allenatore al Thanda Royal Zulu, da cui però è stato esonerato dopo quattro mesi.

## Statistiche

### Cronologia presenze e reti in nazionale
| Cronologia completa delle presenze e delle reti in nazionale ― Sudafrica | Cronologia completa delle presenze e delle reti in nazionale ― Sudafrica | Cronologia completa delle presenze e delle reti in nazionale ― Sudafrica | Cronologia completa delle presenze e delle reti in nazionale ― Sudafrica | Cronologia completa delle presenze e delle reti in nazionale ― Sudafrica | Cronologia completa delle presenze e delle reti in nazionale ― Sudafrica | Cronologia completa delle presenze e delle reti in nazionale ― Sudafrica | Cronologia completa delle presenze e delle reti in nazionale ― Sudafrica |
| Data                                                                     | Città                                                                    | In casa                                                                  | Risultato                                                                | Ospiti                                                                   | Competizione                                                             | Reti                                                                     | Note                                                                     |
| ------------------------------------------------------------------------ | ------------------------------------------------------------------------ | ------------------------------------------------------------------------ | ------------------------------------------------------------------------ | ------------------------------------------------------------------------ | ------------------------------------------------------------------------ | ------------------------------------------------------------------------ | ------------------------------------------------------------------------ |
| 6-10-1993                                                                | Los Angeles                                                              | Messico                                                                  | 4 – 0                                                                    | Sudafrica                                                                | Amichevole                                                               | -                                                                        | 72’                                                                      |
| 24-4-1994                                                                | Mmabatho                                                                 | Sudafrica                                                                | 1 – 0                                                                    | Zimbabwe                                                                 | Amichevole                                                               | -                                                                        |                                                                          |
| 10-5-1994                                                                | Johannesburg                                                             | Sudafrica                                                                | 2 – 1                                                                    | Zambia                                                                   | Amichevole                                                               | -                                                                        |                                                                          |
| 8-6-1994                                                                 | Adelaide                                                                 | Australia                                                                | 1 – 0                                                                    | Sudafrica                                                                | Amichevole                                                               | -                                                                        |                                                                          |
| 12-6-1994                                                                | Sydney                                                                   | Australia                                                                | 1 – 0                                                                    | Sudafrica                                                                | Amichevole                                                               | -                                                                        |                                                                          |
| 4-9-1994                                                                 | Antananarivo                                                             | Madagascar                                                               | 0 – 1                                                                    | Sudafrica                                                                | Qual. Coppa d'Africa 1996                                                | -                                                                        |                                                                          |
| 15-10-1994                                                               | Mabopane                                                                 | Sudafrica                                                                | 1 – 0                                                                    | Mauritius                                                                | Qual. Coppa d'Africa 1996                                                | -                                                                        |                                                                          |
| 30-9-1995                                                                | Johannesburg                                                             | Sudafrica                                                                | 3 – 2                                                                    | Mozambico                                                                | Amichevole                                                               | -                                                                        |                                                                          |
| 22-11-1995                                                               | Johannesburg                                                             | Sudafrica                                                                | 2 – 2                                                                    | Zambia                                                                   | Amichevole                                                               | -                                                                        |                                                                          |
| 24-11-1995                                                               | Mmabatho                                                                 | Sudafrica                                                                | 2 – 0                                                                    | Egitto                                                                   | Amichevole                                                               | -                                                                        |                                                                          |
| 26-11-1995                                                               | Johannesburg                                                             | Sudafrica                                                                | 2 – 0                                                                    | Zimbabwe                                                                 | Amichevole                                                               | -                                                                        |                                                                          |
| 13-1-1996                                                                | Johannesburg                                                             | Sudafrica                                                                | 3 – 0                                                                    | Camerun                                                                  | Coppa d'Africa 1996 - 1º turno                                           | -                                                                        |                                                                          |
| 20-1-1996                                                                | Johannesburg                                                             | Sudafrica                                                                | 1 – 0                                                                    | Angola                                                                   | Coppa d'Africa 1996 - 1º turno                                           | -                                                                        |                                                                          |
| 24-1-1996                                                                | Johannesburg                                                             | Sudafrica                                                                | 0 – 1                                                                    | Egitto                                                                   | Coppa d'Africa 1996 - 1º turno                                           | -                                                                        |                                                                          |
| 27-1-1996                                                                | Johannesburg                                                             | Sudafrica                                                                | 2 – 1                                                                    | Algeria                                                                  | Coppa d'Africa 1996 - Quarti di finale                                   | 1                                                                        |                                                                          |
| 31-1-1996                                                                | Johannesburg                                                             | Sudafrica                                                                | 3 – 0                                                                    | Ghana                                                                    | Coppa d'Africa 1996 - Semifinale                                         | -                                                                        |                                                                          |
| 3-2-1996                                                                 | Johannesburg                                                             | Sudafrica                                                                | 2 – 0                                                                    | Tunisia                                                                  | Coppa d'Africa 1996 - Finale                                             | -                                                                        |                                                                          |
| 24-4-1996                                                                | Johannesburg                                                             | Sudafrica                                                                | 2 – 3                                                                    | Brasile                                                                  | Amichevole                                                               | -                                                                        | Ammonizione                                                              |
| 1-6-1996                                                                 | Blantyre                                                                 | Malawi                                                                   | 0 – 1                                                                    | Sudafrica                                                                | Qual. Mondiali 1998                                                      | -                                                                        | Ammonizione                                                              |
| 15-6-1996                                                                | Johannesburg                                                             | Sudafrica                                                                | 3 – 0                                                                    | Malawi                                                                   | Qual. Mondiali 1998                                                      | 1                                                                        |                                                                          |
| 9-11-1996                                                                | Johannesburg                                                             | Sudafrica                                                                | 1 – 0                                                                    | Zaire                                                                    | Qual. Mondiali 1998                                                      | -                                                                        | Ammonizione                                                              |
| 6-4-1997                                                                 | Pointe-Noire                                                             | Rep. del Congo                                                           | 2 – 0                                                                    | Sudafrica                                                                | Qual. Mondiali 1998                                                      | -                                                                        | 40’                                                                      |
| 27-4-1997                                                                | Lomé                                                                     | Zaire                                                                    | 1 – 2                                                                    | Sudafrica                                                                | Qual. Mondiali 1998                                                      | -                                                                        | 43’                                                                      |
| 24-5-1997                                                                | Manchester                                                               | Inghilterra                                                              | 2 – 1                                                                    | Sudafrica                                                                | Amichevole                                                               | -                                                                        |                                                                          |
| 8-6-1997                                                                 | Johannesburg                                                             | Sudafrica                                                                | 3 – 0                                                                    | Zambia                                                                   | Qual. Mondiali 1998                                                      | -                                                                        |                                                                          |
| 16-8-1997                                                                | Johannesburg                                                             | Sudafrica                                                                | 1 – 0                                                                    | Rep. del Congo                                                           | Qual. Mondiali 1998                                                      | -                                                                        |                                                                          |
| 15-11-1997                                                               | Düsseldorf                                                               | Germania                                                                 | 3 – 0                                                                    | Sudafrica                                                                | Amichevole                                                               | -                                                                        |                                                                          |
| 7-12-1997                                                                | Johannesburg                                                             | Sudafrica                                                                | 1 – 2                                                                    | Brasile                                                                  | Amichevole                                                               | -                                                                        |                                                                          |
| 13-12-1997                                                               | Riad                                                                     | Rep. Ceca                                                                | 2 – 2                                                                    | Sudafrica                                                                | Conf. Cup 1997 - 1º turno                                                | -                                                                        |                                                                          |
| 15-12-1997                                                               | Riad                                                                     | Emirati Arabi Uniti                                                      | 1 – 0                                                                    | Sudafrica                                                                | Conf. Cup 1997 - 1º turno                                                | -                                                                        |                                                                          |
| 17-12-1997                                                               | Riyad                                                                    | Uruguay                                                                  | 4 – 3                                                                    | Sudafrica                                                                | Conf. Cup 1997 - 1º turno                                                | -                                                                        |                                                                          |
| 24-1-1998                                                                | Windhoek                                                                 | Namibia                                                                  | 3 – 2 dts                                                                | Sudafrica                                                                | Qual. COSAFA Cup 1998                                                    | -                                                                        |                                                                          |
| 8-2-1998                                                                 | Bobo-Dioulasso                                                           | Sudafrica                                                                | 0 – 0                                                                    | Angola                                                                   | Coppa d'Africa 1998 - 1º turno                                           | -                                                                        | 9’                                                                       |
| 11-2-1998                                                                | Bobo-Dioulasso                                                           | Sudafrica                                                                | 1 – 1                                                                    | Costa d'Avorio                                                           | Coppa d'Africa 1998 - 1º turno                                           | -                                                                        |                                                                          |
| 22-2-1998                                                                | Ouagadougou                                                              | Marocco                                                                  | 1 – 2                                                                    | Sudafrica                                                                | Coppa d'Africa 1998 - Quarti di finale                                   | -                                                                        |                                                                          |
| 25-2-1998                                                                | Ouagadougou                                                              | RD del Congo                                                             | 1 – 2 dts                                                                | Sudafrica                                                                | Coppa d'Africa 1998 - Semifinale                                         | -                                                                        |                                                                          |
| 28-2-1998                                                                | Ouagadougou                                                              | Sudafrica                                                                | 0 – 2                                                                    | Egitto                                                                   | Coppa d'Africa 1998 - Finale                                             | -                                                                        |                                                                          |
| 20-5-1998                                                                | Johannesburg                                                             | Sudafrica                                                                | 1 – 1                                                                    | Zambia                                                                   | Amichevole                                                               | -                                                                        |                                                                          |
| 25-5-1998                                                                | Buenos Aires                                                             | Argentina                                                                | 2 – 0                                                                    | Sudafrica                                                                | Amichevole                                                               | -                                                                        |                                                                          |
| 6-6-1998                                                                 | Baiersbronn                                                              | Sudafrica                                                                | 1 – 1                                                                    | Islanda                                                                  | Amichevole                                                               | -                                                                        |                                                                          |
| 12-6-1998                                                                | Marsiglia                                                                | Francia                                                                  | 3 – 0                                                                    | Sudafrica                                                                | Mondiali 1998 - 1º turno                                                 | -                                                                        |                                                                          |
| 18-6-1998                                                                | Tolosa                                                                   | Sudafrica                                                                | 1 – 1                                                                    | Danimarca                                                                | Mondiali 1998 - 1º turno                                                 | -                                                                        |                                                                          |
| 24-6-1998                                                                | Bordeaux                                                                 | Sudafrica                                                                | 2 – 2                                                                    | Arabia Saudita                                                           | Mondiali 1998 - 1º turno                                                 | -                                                                        |                                                                          |
| 3-10-1998                                                                | Johannesburg                                                             | Sudafrica                                                                | 1 – 0                                                                    | Angola                                                                   | Qual. Coppa d'Africa 2000                                                | -                                                                        |                                                                          |
| 16-12-1998                                                               | Johannesburg                                                             | Sudafrica                                                                | 2 – 1                                                                    | Egitto                                                                   | Amichevole                                                               | -                                                                        |                                                                          |
| 23-1-1999                                                                | Curepipe                                                                 | Mauritius                                                                | 1 – 1                                                                    | Sudafrica                                                                | Qual. Coppa d'Africa 2000                                                | -                                                                        |                                                                          |
| 27-2-1999                                                                | Mabopane                                                                 | Sudafrica                                                                | 4 – 1                                                                    | Gabon                                                                    | Qual. Coppa d'Africa 2000                                                | -                                                                        |                                                                          |
| 10-4-1999                                                                | Libreville                                                               | Gabon                                                                    | 1 – 0                                                                    | Sudafrica                                                                | Qual. Coppa d'Africa 2000                                                | -                                                                        |                                                                          |
| 28-4-1999                                                                | Copenaghen                                                               | Danimarca                                                                | 1 – 1                                                                    | Sudafrica                                                                | Amichevole                                                               | -                                                                        |                                                                          |
| 5-6-1999                                                                 | Durban                                                                   | Sudafrica                                                                | 2 – 0                                                                    | Mauritius                                                                | Qual. Coppa d'Africa 2000                                                | -                                                                        |                                                                          |
| 16-6-1999                                                                | Johannesburg                                                             | Sudafrica                                                                | 0 – 1                                                                    | Zimbabwe                                                                 | Amichevole                                                               | -                                                                        |                                                                          |
| 18-9-1999                                                                | Città del Capo                                                           | Sudafrica                                                                | 1 – 0                                                                    | Arabia Saudita                                                           | Amichevole                                                               | -                                                                        |                                                                          |
| 30-9-1999                                                                | Riad                                                                     | Arabia Saudita                                                           | 0 – 0                                                                    | Sudafrica                                                                | Amichevole                                                               | -                                                                        |                                                                          |
| 23-1-2000                                                                | Kumasi                                                                   | Sudafrica                                                                | 3 – 1                                                                    | Gabon                                                                    | Coppa d'Africa 2000 - 1º turno                                           | -                                                                        | 74’                                                                      |
| 27-1-2000                                                                | Kumasi                                                                   | Sudafrica                                                                | 1 – 0                                                                    | RD del Congo                                                             | Coppa d'Africa 2000 - 1º turno                                           | -                                                                        |                                                                          |
| 2-2-2000                                                                 | Kumasi                                                                   | Sudafrica                                                                | 1 – 1                                                                    | Algeria                                                                  | Coppa d'Africa 2000 - 1º turno                                           | -                                                                        |                                                                          |
| 6-2-2000                                                                 | Kumasi                                                                   | Sudafrica                                                                | 1 – 0                                                                    | Ghana                                                                    | Coppa d'Africa 2000 - Quarti di finale                                   | -                                                                        |                                                                          |
| 10-2-2000                                                                | Lagos                                                                    | Nigeria                                                                  | 2 – 0                                                                    | Sudafrica                                                                | Coppa d'Africa 2000 - Semifinale                                         | -                                                                        | Ammonizione                                                              |
| 3-9-2000                                                                 | Brazzaville                                                              | Rep. del Congo                                                           | 1 – 2                                                                    | Sudafrica                                                                | Qual. Coppa d'Africa 2002                                                | -                                                                        |                                                                          |
| 7-10-2000                                                                | Johannesburg                                                             | Sudafrica                                                                | 0 – 0                                                                    | Francia                                                                  | Amichevole                                                               | -                                                                        |                                                                          |
| 5-6-2004                                                                 | Bloemfontein                                                             | Sudafrica                                                                | 2 – 1                                                                    | Capo Verde                                                               | Qual. Mondiali 2006                                                      | -                                                                        |                                                                          |
| 20-6-2004                                                                | Kumasi                                                                   | Ghana                                                                    | 3 – 0                                                                    | Sudafrica                                                                | Qual. Mondiali 2006                                                      | -                                                                        |                                                                          |
| Totale                                                                   |                                                                          | Presenze                                                                 | 62                                                                       |                                                                          | Reti                                                                     | 2                                                                        |                                                                          |

## Palmarès

### Calciatore

#### Club

##### Competizioni nazionali
- Campionato sudafricano: 1

Orlando Pirates: 1994

##### Competizioni internazionali
- CAF Champions League: 1

Orlando Pirates: 1995
- Supercoppa CAF: 1

Orlando Pirates: 1996

#### Nazionale
- Coppa d'Africa: 1

Sudafrica 1996